# 钻叶石竹
钻叶石竹（学名：Dianthus chinensis var. subulifolius），也称蒙古石竹、丝叶石竹，为石竹科石竹属下的一个变种。

## 特征
生产于中国东北、内蒙古，生长于沙丘、草原纱质、森林草原、干山坡等。可做药用。

## 扩展阅读
- 維基物種上的相關：钻叶石竹